# Lüderitz-Halbinsel
Die Lüderitz-Halbinsel ist eine Halbinsel an der namibischen Südatlantikküste in der Region ǁKaras in der Nähe der Stadt Lüderitz. Sie wurde nach dem Bremer Brüdern August und Adolf Lüderitz benannt. Zur Halbinsel gehört auch die Diaz-Spitze.
Die Halbinsel grenzt im Nordwesten an die Lüderitzbucht, die im Westen durch die Angra-Spitze von der Sturmvogelbucht getrennt wird. Die Angra-Spitze bildet den nördlichsten Ausläufer der Lüderitz-Halbinsel. Westlich an die Sturmvogelbucht grenzt die Shearwater Bay an, welche durch die Diaz-Spitze von der Guano Bay getrennt wird. In der Guano Bay liegt 240 Meter vor der Küste die Halifax-Insel. Die westliche felsige Steilküste weist mehrere kleine Fjorde auf. Am Südende der Lüderitz-Halbinsel liegt die nach Süden geöffnete, als Badestrand genutzte Große Bucht.
Die gesamte Fläche der Lüderitz-Halbinsel gehört zum Sperrgebiet-Nationalpark.

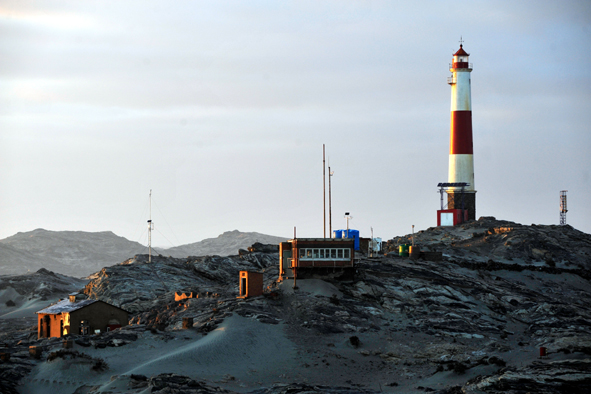
Leuchtturm auf der Diaz-Spitze
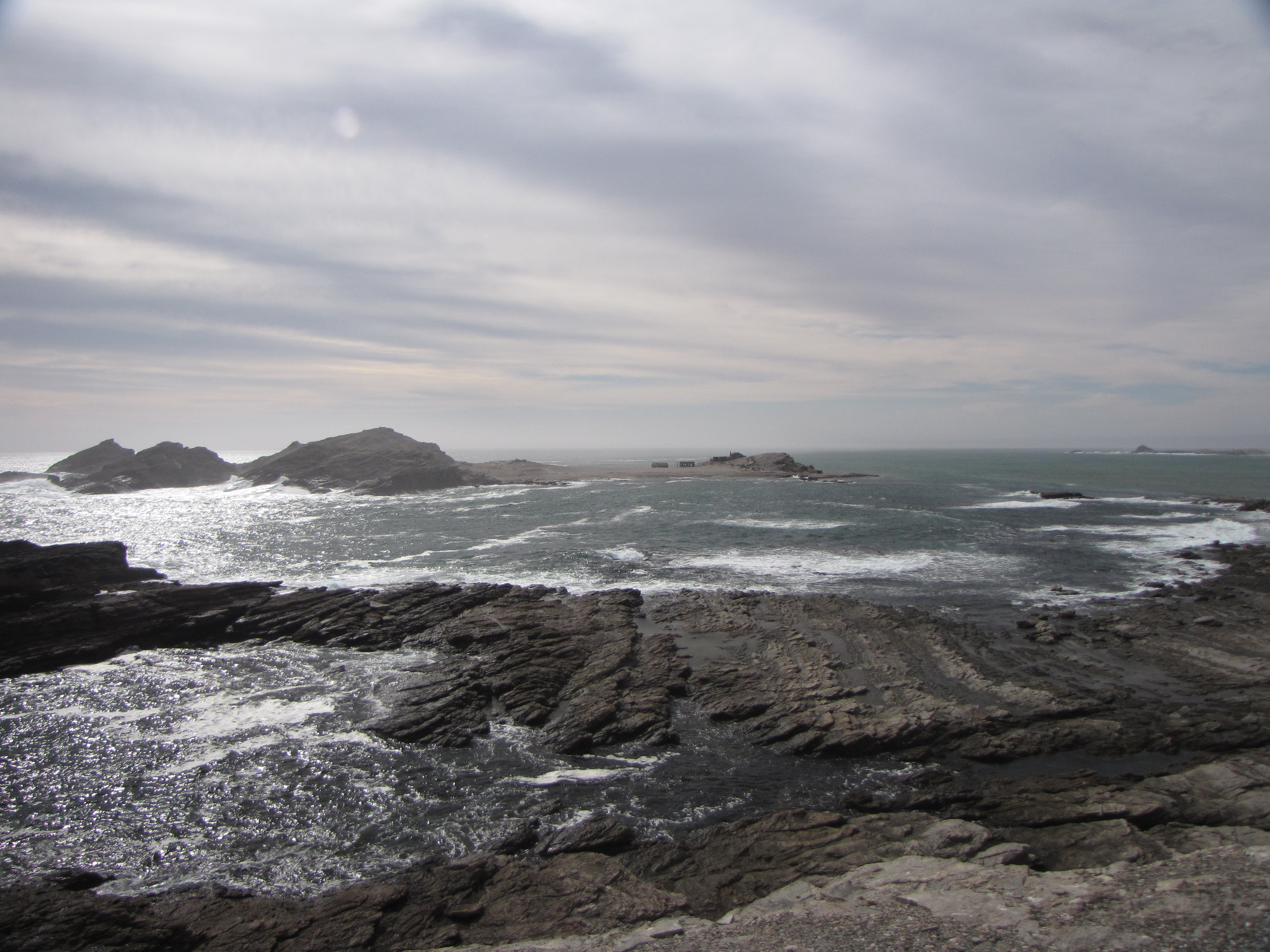
Blick von der Lüderitz-Halbinsel auf Halifax Island
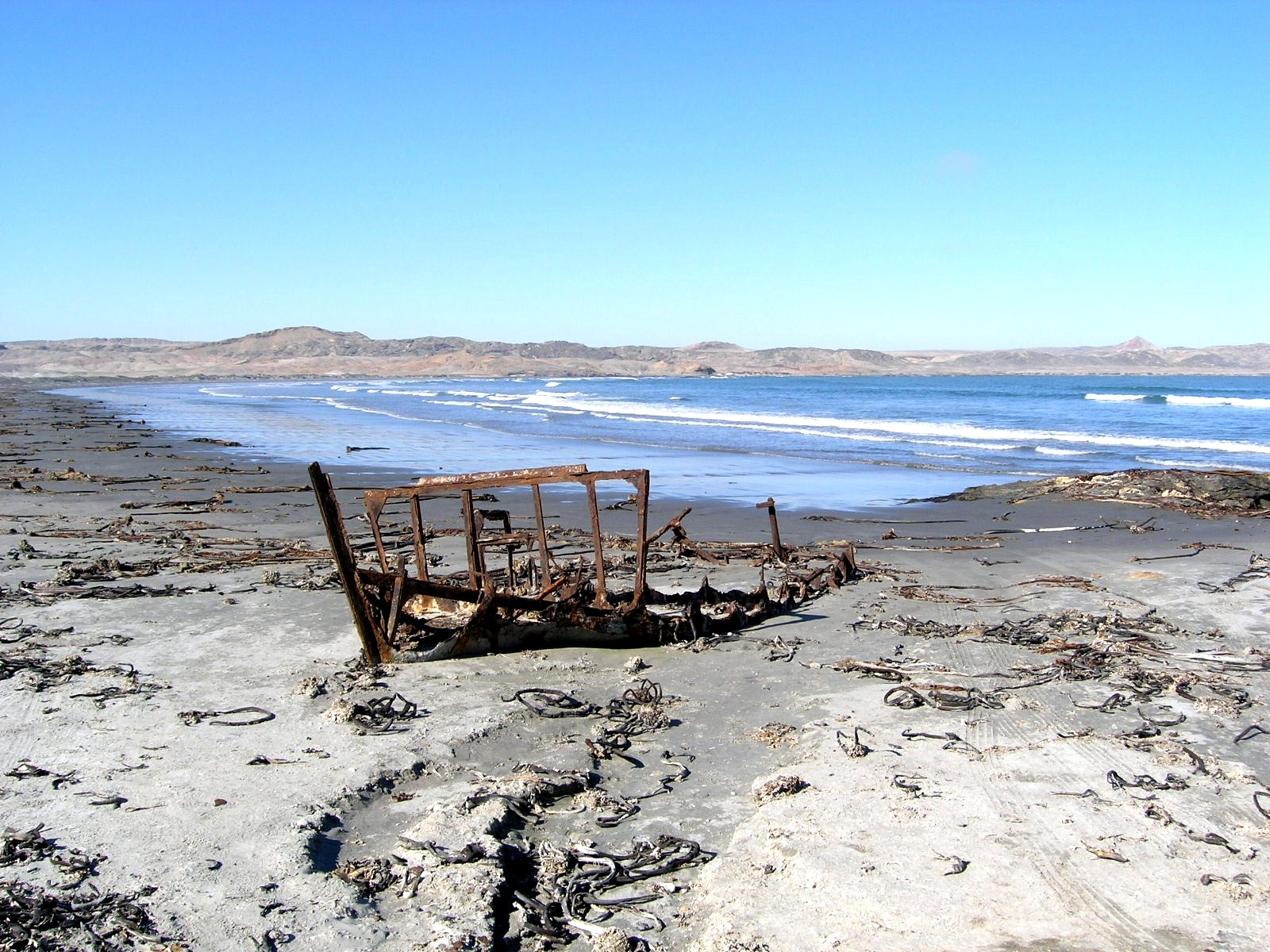
Die Große Bucht im Süden der Halbinsel
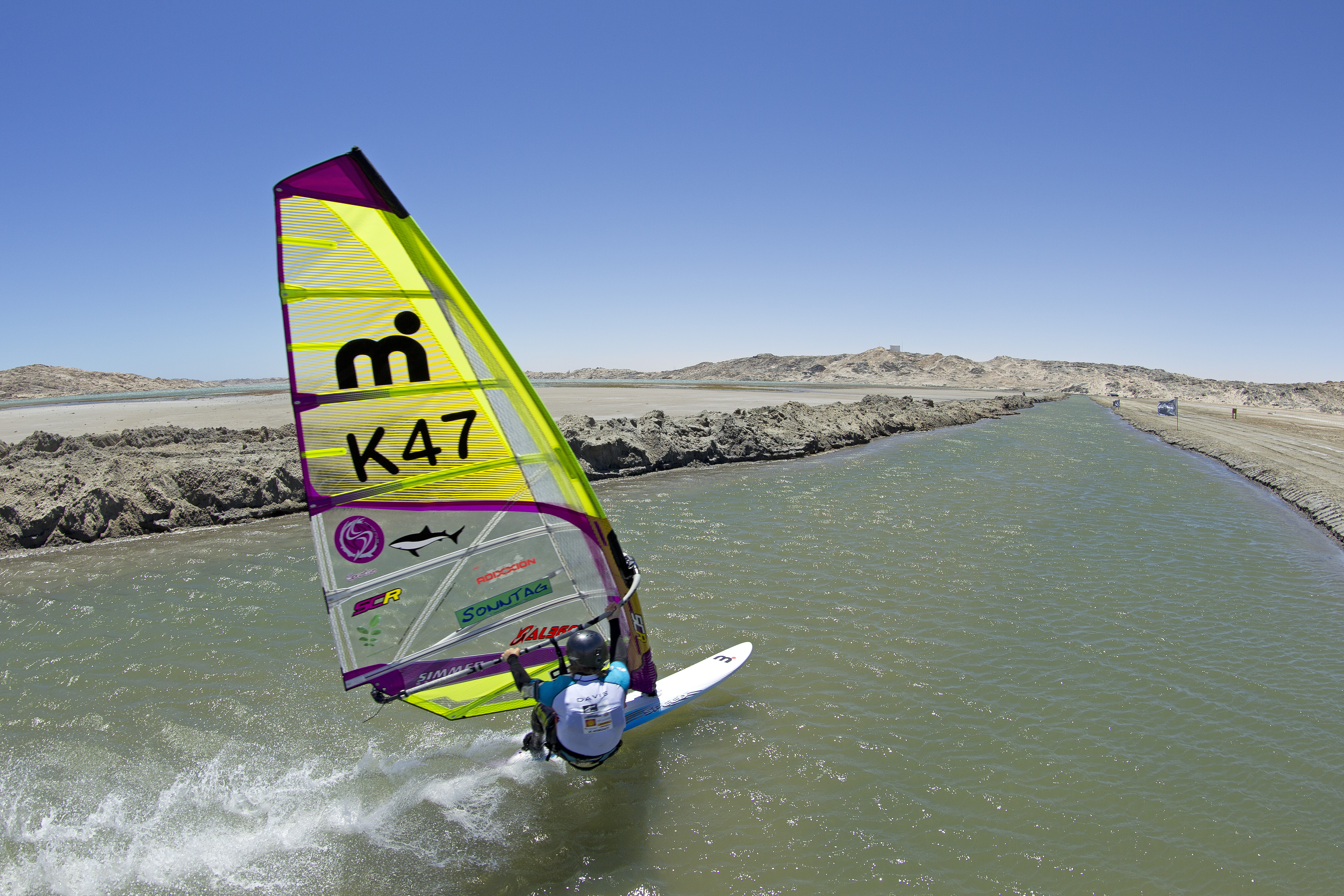
Lüderitz Speed Challenge